# Port Liberté

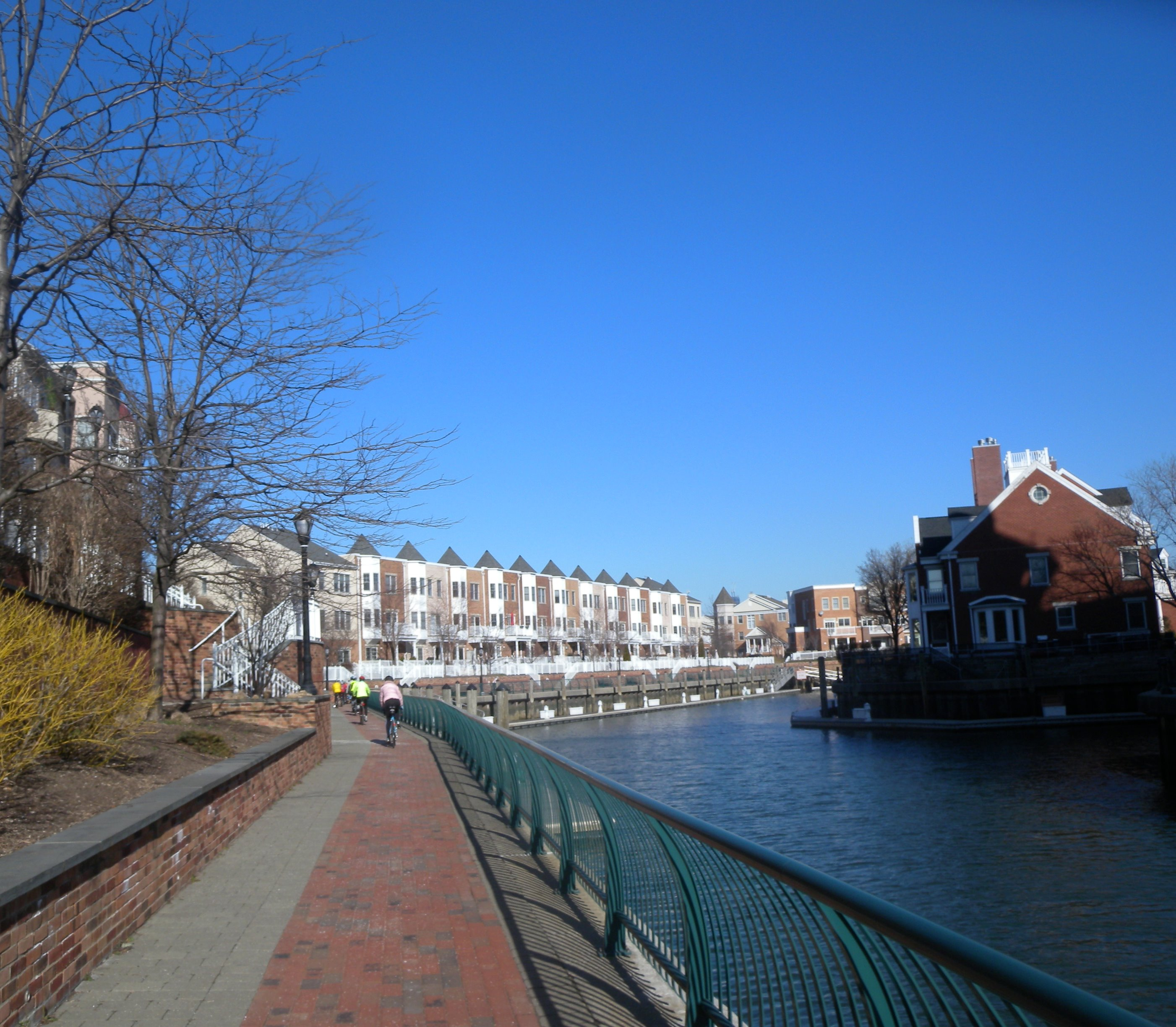
Condos, canal and HRWW

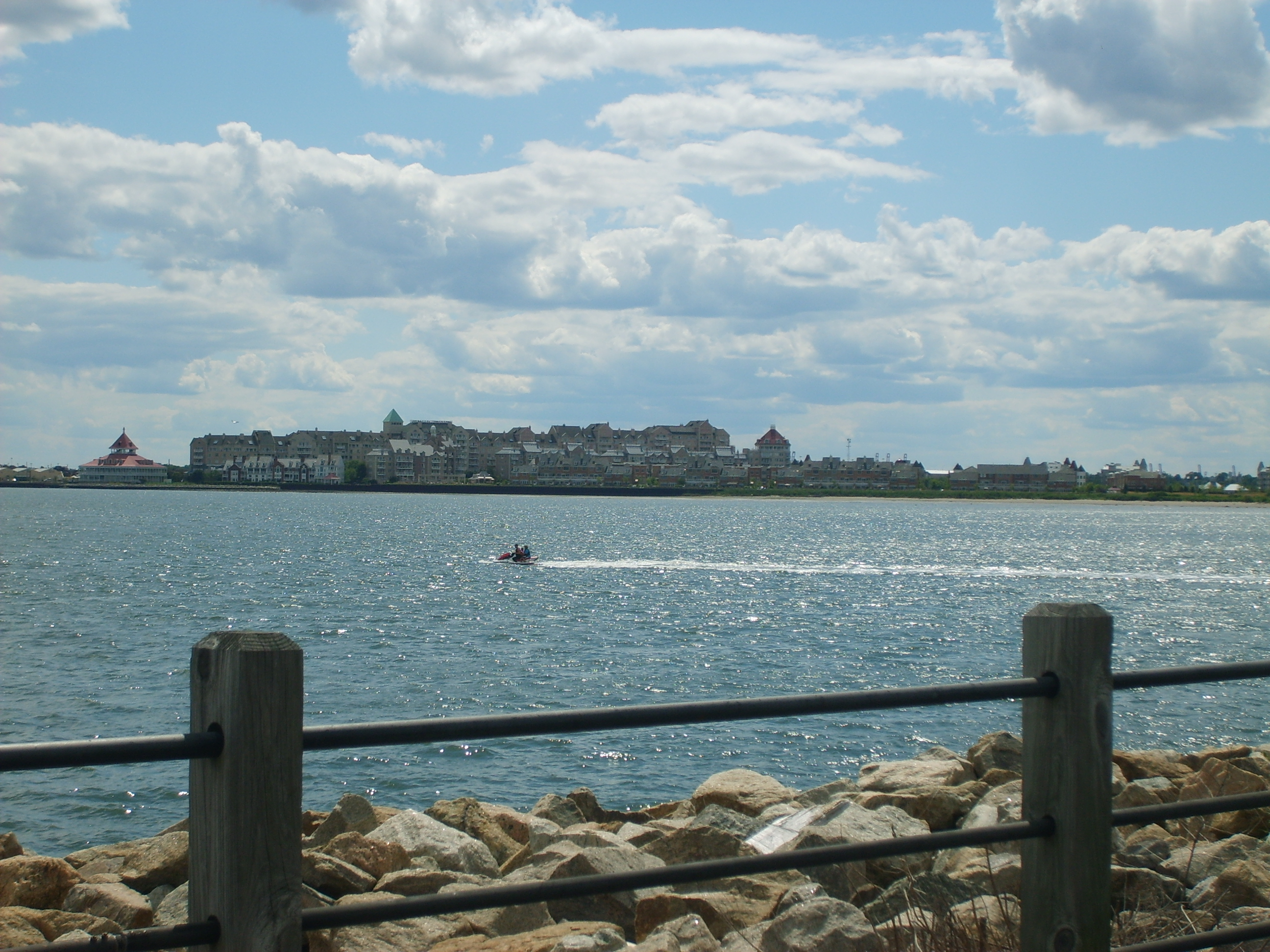
Port Liberte from Liberty State Park.

Port Liberté ist ein am Caven Point gelegener Teil von Jersey City, einstmals einer der letzten natürlichen Sandstrände an der Upper New York Bay. Die Ansiedlung ist ein im europäischen Stil gebautes Dorf längs der Westseite der Upper New York Bay. Die Ansiedlung hat Kanäle, Gärten, Spielplätze und ein Restaurant. Die vielen luxuriösen Eigentumswohnungen und Stadthäuser bieten einen Blick auf Manhattan und die Freiheitsstatue. Darüber hinaus haben viele der Residenzen Kanäle auf der Rückseite, die das Dorf perfekt für Bootsfahrten machen. Viele der Kanäle sind auch von Gehwegen, Gärten und Docks gesäumt. Der Liberty National Golf Club und der Caven Point Abschnitt des Liberty State Park grenzen an die Ansiedlung im Norden bzw. Osten und sind über den Hudson River Waterfront Walkkway zugänglich.

## Verkehrsanbindung

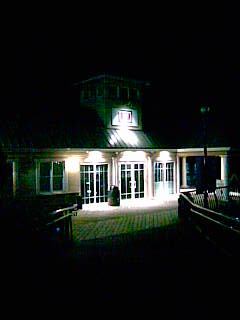
Port Liberte's NY Waterway Terminal bei Nacht.

Die von NY Waterway betriebenen Fähren fahren zum Battery Maritime Building in Manhattan.
Die Busverbindung 981 Port Liberte-Grove Street zum Gebiet wurde am 29. Mai 2010 eingestellt. Die Eigentümergemeinschaft hat daraufhin ihren eigenen Shuttle Service erweitert.

## Architektur
Der architektonische Entwurf für das Ensemble stammt von François Spoerry, einem französischen Architekten, der das Konzept der „weichen Architektur“ erfand, ein Vorbote des neuen Urbanismus New Urbanism. Für Port Liberté adaptierte er ein Konzept, das er in Port Grimaud, einem Hafen- und Siedlungsprojekt bei Saint-Tropez, Frankreich entwickelt hatte.
Der in den 1980er Jahren begonnene, im europäischen Stil errichtete Mischkomplex besteht aus 2280 Wohneinheiten, 245 Liegeplätzen in einer Marina, 590 Liegeplätzen in den Kanälen, einem 350-Zimmer-Hotel, einem Bürogebäude, Freizeiteinrichtungen, Einzelhandel/Gewerbebereichen, einem Fitness-Studio und einem Yachtclub. Die Komplexität des Entwurfs, der kostspielige Kanalbau und der Zusammenbruch der Wall Street in den späten 1980er Jahren führten das Projekt jedoch in den Konkurs. Lediglich 37 Stadtwohnungen und 363 der geplanten Wohneinheiten sind fertig gestellt. Joseph Barry von der Applied Company mit Sitz in Hoboken, New Jersey, übernahm sie, gab den Kanalplan auf und beendete Anfang der 2000er Jahre die Bauphasen 1 und 2 des ursprünglichen Plans.